# Punts per polzada

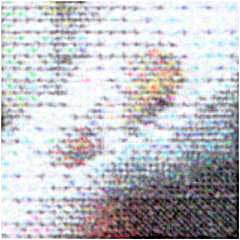
Un primer pla dels punts generats per una impressora d'injecció en qualitat esborrany (150ppp). La mida real és aproximadament 0.25 polzades de costat. Són visibles les petites gotes o punts de tinta.

Els punts per polzada (ppp) de l'anglès dots per inch (DPI) és una unitat de mesura per a resolucions d'impressió, concretament, el nombre de punts individuals de tinta que una impressora o tòner pot produir en un espai lineal d'una polzada.
Generalment, les impressores de major definició (un alt ppp) produeixen impressions més nítides i detallades. El valor dels ppp d'una impressora depèn de diversos factors, inclosos el mètode amb què s'aplica la tinta, la qualitat dels components del dispositiu, i la qualitat de la tinta i el paper usat. Una impressora matricial, per exemple, aplica la tinta amb diminutes varetes que copegen una cinta impregnada de tinta, i té una relativament baixa resolució, habitualment entre 60 i 90ppp. Una impressora d'injecció polvoritza tinta a través de minúscules cànules, i sol ser capaç de produir 300ppp. Una impressora làser s'aplica el tòner a través d'una càrrega electroestàtica controlada, i pot estar entre els 600 als 1200ppp.
El nombre dels punts de tinta per polzada que una impressora necessita imprimir sobre el paper serà més gran que el nombre de píxels que pretén representar. Això es deu a la limitació de colors de tinta disponibles en una impressora: moltes impressores de color utilitzen només 4 tintes, mentre que un monitor de vídeo pot generar milions de colors. Cada punt de la impressora només podria ser d'un d'aquests 4 colors però barrejant aquestes tintes per parelles per imprimir un punt aconseguim més, fins a arribar a 8 colors possibles, mentre que un píxel de la pantalla d'un ordinador pot il·luminar amb un ventall de milions de colors diferents. El truc de les impressores per oferir major varietat cromàtica és tractar de representar un píxel amb 4 o 6 punts de tinta, cada un d'aquests d'un sol color però que en conjunt aconsegueixen imitar el valor cromàtic que la pantalla de l'ordinador representa amb un sol píxel. Llavors, si per un píxel necessitem 6 punts de tinta tindrem que per a un quadrat de 10 x 10 píxels (= 100 píxels) la impressora marcarà sobre el paper 600 punts de tinta.

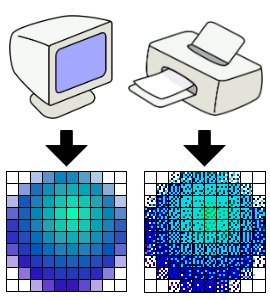
Una imatge de 10 × 10 píxels d'una pantalla d'ordinador necessita més de 10 × 10 punts impresos per ser reproduït amb fidelitat, a causa de les limitacions de tinta de les impressores

El procés d'impressió pot requerir una regió de 4 a 6 punts per reproduir fidelment el color contingut en un únic píxel. Una imatge de 100 píxels d'ample, necessitaria imprimir de 400 a 600 punts horitzontalment. Si una imatge de 100 x 100 píxels serà impresa en un quadrat d'una polzada de costat, la impressora necessàriament ha de ser capaç de generar de 400 a 600 punts per polzada per reproduir amb precisió la imatge.
S'han realitzat esforços per abandonar els punts per polzada, ppp o dpi, a favor de la mida o diàmetre dels punts de tinta expressat en micròmetre (micres) (mil·lèsima part del mil·límetre). Encara que és bastant difícil a causa que les companyies nord-americanes no utilitzen el  Sistema mètric.
- 72 ppp → 350 micres (= 0,35 mm) (3 punts per mm)
- 96 ppp → 265 micres
- 160 ppp → 160 micres
- 300 ppp → 85 micres
- 4000 ppp → 6,4 micres

Utilitzant el micròmetre:
- 1 micres → 25400 ppp
- 30 micres → 850 ppp
- 200 micres → 127 ppp

Observa que 25.400 = 1 ppp · micres
S'ha proposat també utilitzar els punts per centímetre (ppcm) utilitzat per exemple en l'estàndard CSS3, entre d'altres.

## Usos erronis de la mesura ppp
Un dels usos erronis més comuns del terme punts per polzada és utilitzar-lo per imatges digitals, és a dir, per a imatges que seran representades en pantalles.
Una mateixa imatge digital pot mostrar-se en diferents mides (en centímetres) segons el dispositiu on aparegui. Diverses pantalles d'ordinador o televisió és encara ofereixin la mateixa resolució en píxels, pot variar la seva superfície física on aparegui la imatge (per exemple una pantalla de 15 "o de 21").
La mesura punts per polzada va lligada inexorablement a la qualitat de la impressió (o l'escanejat), és a dir, va lligat a un suport físic com el paper.
Una imatge digital pot contenir informació del valor en ppp al qual serà impresa, però això per si mateix no té rellevància en un suport digital. A més aquest valor pot modificar-se a gust per imprimir la imatge a diferents grandàries (encara que afectarà la qualitat). Per exemple, una imatge de 1000 × 1000 píxels pot ser impresa en 4 × 4 polzades a 250 ppp, o en 10 × 10 polzades a 100 ppp.